# Энгельман, Джордж
Джордж Э́нгельман (нем. Georg Engelmann, англ. George Engelmann; 2 февраля 1809, Франкфурт-на-Майне — 4 февраля 1884, Сент-Луис) — американский ботаник и миколог немецкого происхождения.
Член Национальной академии наук США (1863).

## Краткая биография
Джордж Энгельман родился во Франкфурте-на-Майне. Он был старшим ребёнком в семье. Впервые заинтересовался ботаникой в возрасте 15 лет, но учился медицине и стал доктором медицинских наук в 1831 году. В том же году уехал в США. В 1840 году, вернулся в Германию, где женился на своей родственнице Доротее Хорстман, после чего снова уехал в Америку.
В честь Джорджа Энгельмана названы несколько видов растений, в том числе Carex engelmannii, Crataegus engelmannii, Echinocereus engelmannii, Salvia engelmannii, Picea engelmannii и Pinus engelmannii.

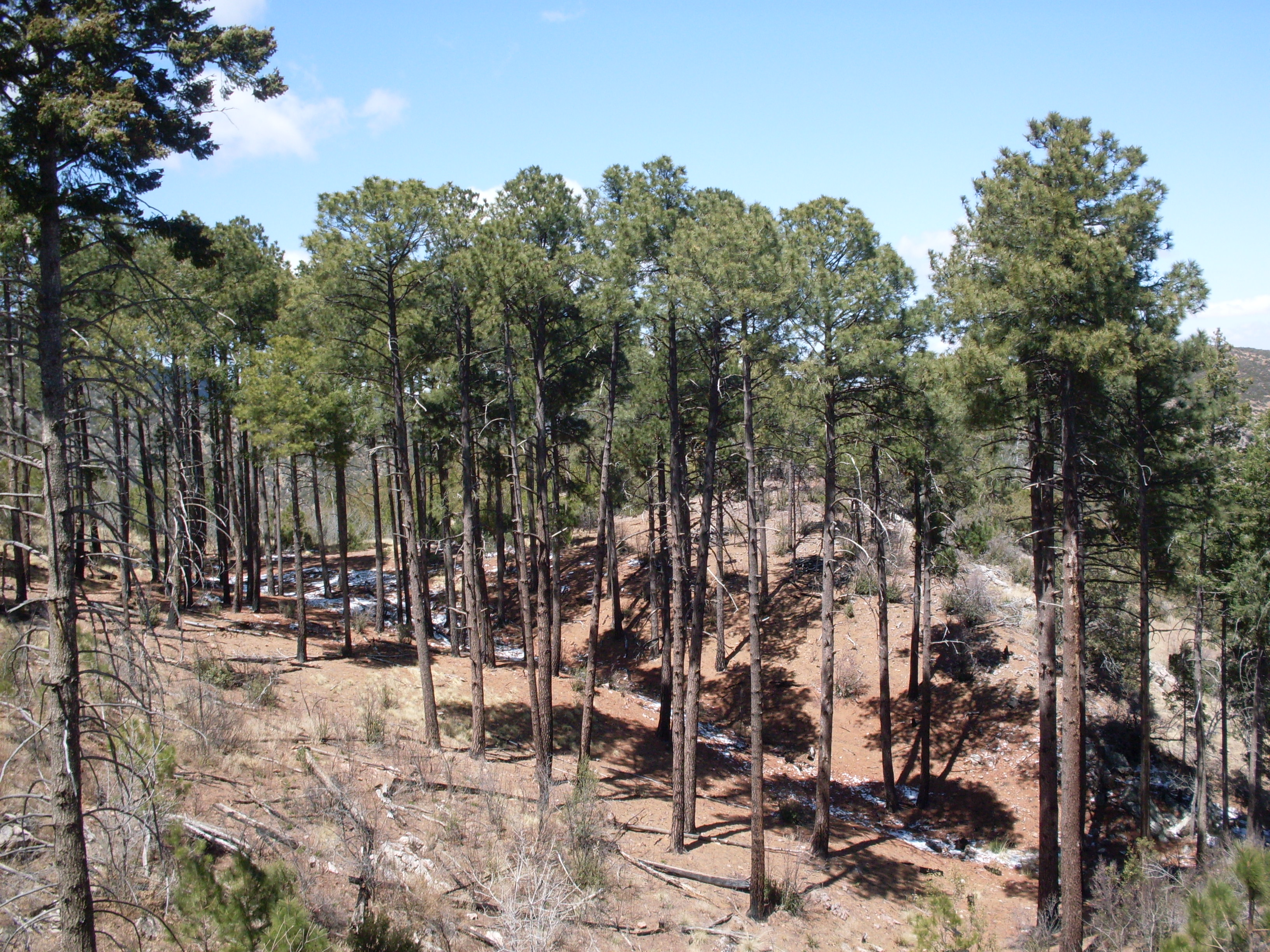
Pinus engelmannii — сосна, названная в честь Джорджа Энгельмана

## Научные работы
- Plantae Lindheimerianae: An enumeration of F. Lindheimer’s collection of Texan plants, with remarks and descriptions of new species, etc. gemeinsam mit Asa Gray, Boston Journal of Natural History, Band 5 + 6, Boston 1845 und 1850
- Description Of The Cactaceae. Report Of The Botany Of The Expedition. In: Explorations and Surveys for a Railroad Route from the Mississippi River to the Pacific Ocean. Route Near the Thirty-Fifth Parallel. Band 4 Teil 5, zusammen mit John Milton Bigelow und Lt. A. W. Whipple (Hg.), Government Printing Office, Washington 1856
- Cactaceae of the Boundary from United States and Mexican Boundary Survey under the Order of Lietu. Col. W. H. Emory. Smithsonian Institution, Government Printing Office, Washington 1859/1986
- Systematic arrangement of the genus Cuscuta. 1859
- CBC Synopsis of the Cactaceae. 1856/1988
- Kakteen der Grenze. 1859/1986
- The American Juniper of the Section Sabina. Verlag R. P. Studeley, St. Louis (Missouri) 1877.